# Віллард і його бовлінґові призи. Завзятий детектив
«Віллард і його бовлінґові призи. Завзятий детектив» (англ. Willard and His Bowling Trophies: A Perverse Mystery) — роман Річарда Бротіґана, написаний 1975 року.
Події роману розгортаються в Сан-Франциско, що в Каліфорнії, 1970-х років. Головним героєм є пап'є-машейна пташка, яка розділяє передню кімнату квартири в Сан-Франциско із колекцією бовлінґових призів, які дещо раніше були викрадені з будинку братів Лоґанів. Людьми-мешканцями квартири є Джон і Пет, які щойно повернулись із перегляду фільму з Ґретою Ґарбо в місцевому кінотеатрі. Їхніми сусідами є Боб і Констанція, одружена пара, яка проходить через складні часи у своїх стосунках. Через занепад їхніх стосунків у Боба розпочинається депресія. У той же час брати Лоґани розшукують свої бовлінґові призи, викрадені трьома роками раніше. Щасливе життя гри в бовлінґ змінилось у братів життям заради помсти. Бротіґан намагається зустріти між собою всіх героїв оповіді, створюючи сумно-комедійний ефект.
Річард Бротіґан запозичив ім'я Віллард у романі від однойменної пап'є-машейної пташки його друга Стенлі Фуллертона, а саму пташку було зображено на обкладинці роману.

## Видання
- Brautigan, Richard (1975). Willard and His Bowling Trophies: A Perverse Mystery. New York: ISBN 0-671-20872-1